# Miss Wonderful
«Miss Wonderful» es una canción compuesta e interpretada por el cantautor neerlandés Wally Tax. Fue publicada en diciembre de 1973 como el sencillo principal de su cuarto álbum de estudio, Wally Tax (1974).

## Lista de canciones
Todos las canciones escritas y compuestas por Wally Tax.
1. «Miss Wonderful» – 2:45
2. «Take Me for What I Am» – 3:05

## Posicionamiento

### Gráfica semanal
| Gráfica (1974)                       | Pico de posición |
| ------------------------------------ | ---------------- |
| Bélgica (Flandes) (Ultratop Singles) | 4                |
| Bélgica (Valonia) (Ultratop Singles) | 36               |
| Países Bajos (Nederlandse Top 40)    | 11               |
| Países Bajos (Single Top 100)        | 7                |

### Gráfica de fin de año
| Gráfica (1974)                       | Pico de posición |
| ------------------------------------ | ---------------- |
| Bélgica (Flandes) (Ultratop Singles) | 66               |